# Parthenodes ectargyralis
Parthenodes ectargyralis là một loài bướm đêm trong họ Crambidae.